# Valle Cannobina (comune)
Valle Cannobina (Val Canubina nel dialetto ossolano) è un comune italiano sparso di 436 abitanti della provincia del Verbano-Cusio-Ossola, situato nell'omonima valle. È stato istituito il 1º gennaio 2019 dalla fusione dei comuni di Cavaglio-Spoccia (nato nel 1927 dalla fusione di Cavaglio con Spoccia), Cursolo-Orasso (nato nel 1927 dalla fusione di Cursolo con Orasso) e Falmenta.
Il comune fa parte dell'unione di comuni del Lago Maggiore.

## Geografia fisica
Il comune di Valle Cannobina è situato nell'alto Verbano e comprende un vasto territorio montano nella valle omonima ma non ne occupa l'interezza: infatti nella valle si trovano anche i comuni di Gurro, Cannobio e la frazione di Finero del comune di Malesco. Parte del suo territorio (precisamente gli alpeggi nella zona di Provola) è compresa nel Parco Nazionale della Val Grande. I tre comuni previgenti facevano parte dell'ex Comunità montana Valle Cannobina. Il comune è attraversato dal torrente Cannobino e dai suoi affluenti. A causa dell'aspra orografia della valle i collegamenti tra i vari centri abitati sono piuttosto difficoltosi.

## Storia

### Simboli
Lo stemma e il gonfalone del comune sono stati concessi con il decreto del Presidente della Repubblica del 15 novembre 2023.
Lo stemma presenta in capo sette stelle, che rappresentano le 7 frazioni del comune, e riprende, dall'alto verso il basso, gli elementi degli stemmi degli ex-comuni di Falmenta, Cursolo-Orasso e Cavaglio-Spoccia.
Il gonfalone è un drappo di azzurro.
In precedenza, l’ente adottava congiuntamente nella propria comunicazione gli stemmi dei Comuni previgenti, senza riconoscimenti formali.

## Monumenti e luoghi d'interesse

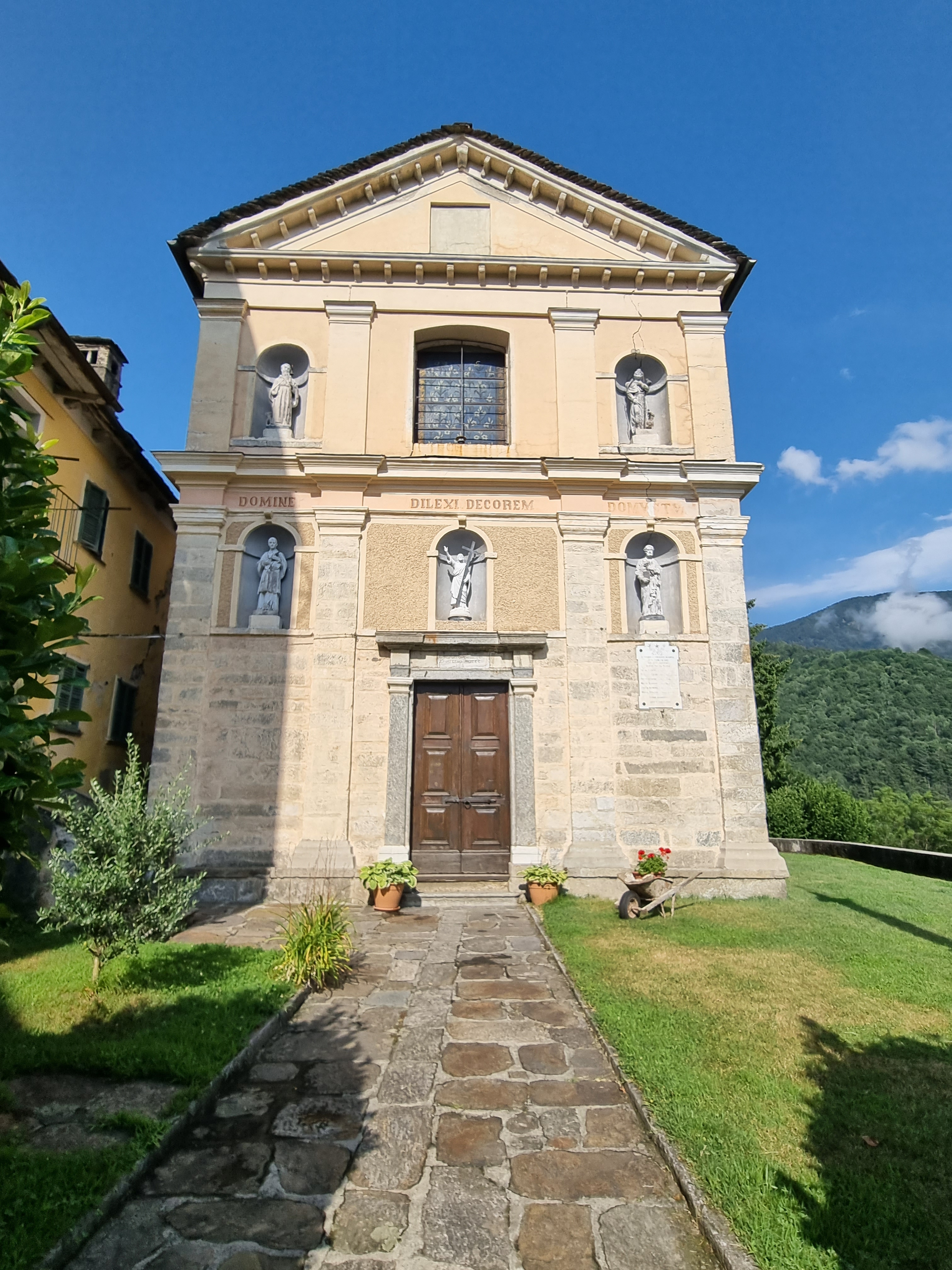
Chiesa di San Materno, Orasso

### Chiese principali
- Chiesa di San Donnino, XV-XVII sec. (Cavaglio)[7]
- Oratorio della Madonna delle Grazie “del Rj” XVII sec. (Cavaglio)[8]
- Chiesa della Madonna Assunta XVI-XVII sec. (Gurrone)[9]
- Chiesa di Santa Maria Maddalena XVI sec. (Spoccia)[10]
- Oratorio della Madonna di Re XVIII sec. (Spoccia)[11]
- Oratorio di San Giovanni Evangelista XX sec. (Lunecco)[12]
- Chiesa di San Materno XI-XVII sec. (Orasso)[13]
- Oratorio della Madonna del Sasso XV-XVIII sec. (Orasso)[14]
- Chiesa di Sant'Antonino abate XV-XIX sec. (Cursolo)[15]
- Chiesa di San Lorenzo XVI-XIX sec. (Falmenta)[16]
- Chiesa dei Santi Pietro e Paolo XVIII sec. (Crealla)[17]
- Oratorio della Natività di Maria XVIII sec. (loc. Solgia)[18]
- Oratorio della Beata Vergine degli Angeli XVII-XX sec. (loc. Camberto).

### Escursionismo

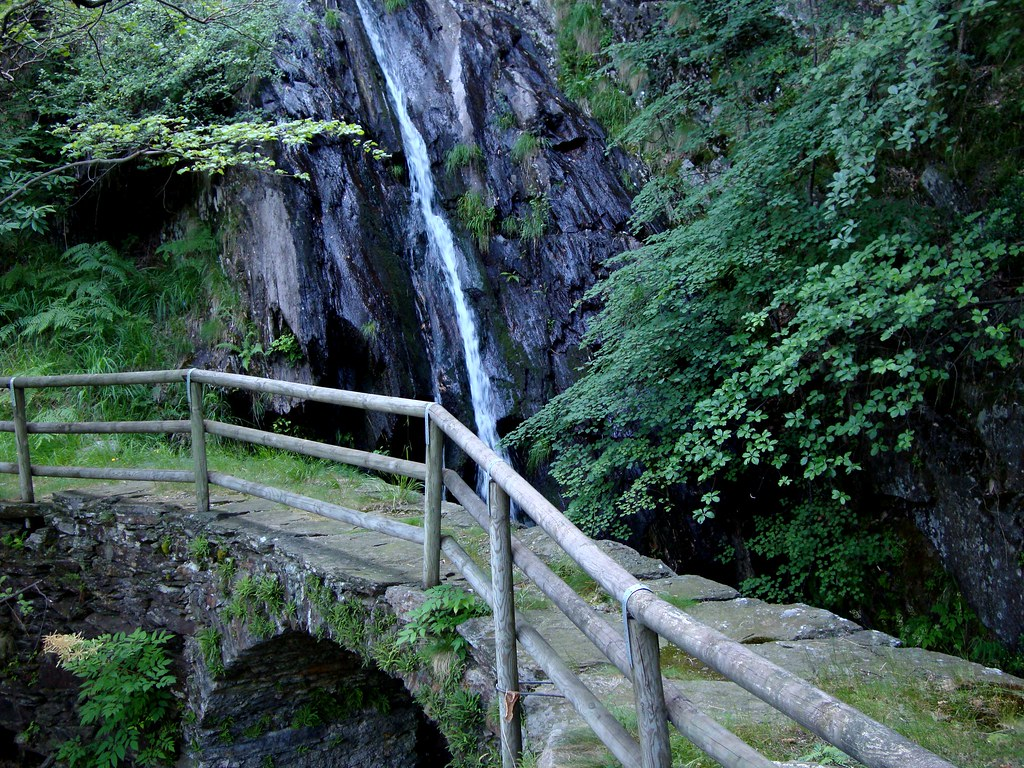
La strada Borromea

Il comune è attraversato dalla Strada Borromea, una mulattiera che collega i principali paesi di entrambi i versanti della valle, intitolata a San Carlo Borromeo in ricordo della sua famosa visita pastorale del 1574.
Nel territorio comunale sono presenti i bivacchi di: Alpe Fornà, Alpe Pluni, Cappella della Fulca, Alpe Uovo, Monte Vecchio, Alpe Quadra di Cavaglio, "delle Nevi" e "Giorgio Ielmoni".

## Cultura

### Musei
- Ecomuseo del Lago e dei Monti di Lunecco.
- Museo del torchio di Falmenta.
- Piccolo museo del Gildo di Crealla.

## Società

### Evoluzione demografica
Lo spopolamento del comune ha causato dal 1880 (anno di massimo apice) la perdita di quasi l'85% della popolazione.
Abitanti censiti

## Geografia antropica
Il comune di Valle Cannobina comprende i centri abitati di Cavaglio San Donnino, Crealla, Falmenta, Gurrone, Lunecco (sede comunale), Cursolo, Orasso, Spoccia e altre località (vedi elenco). La principale via di collegamento è la strada statale 631 di Valle Cannobina.

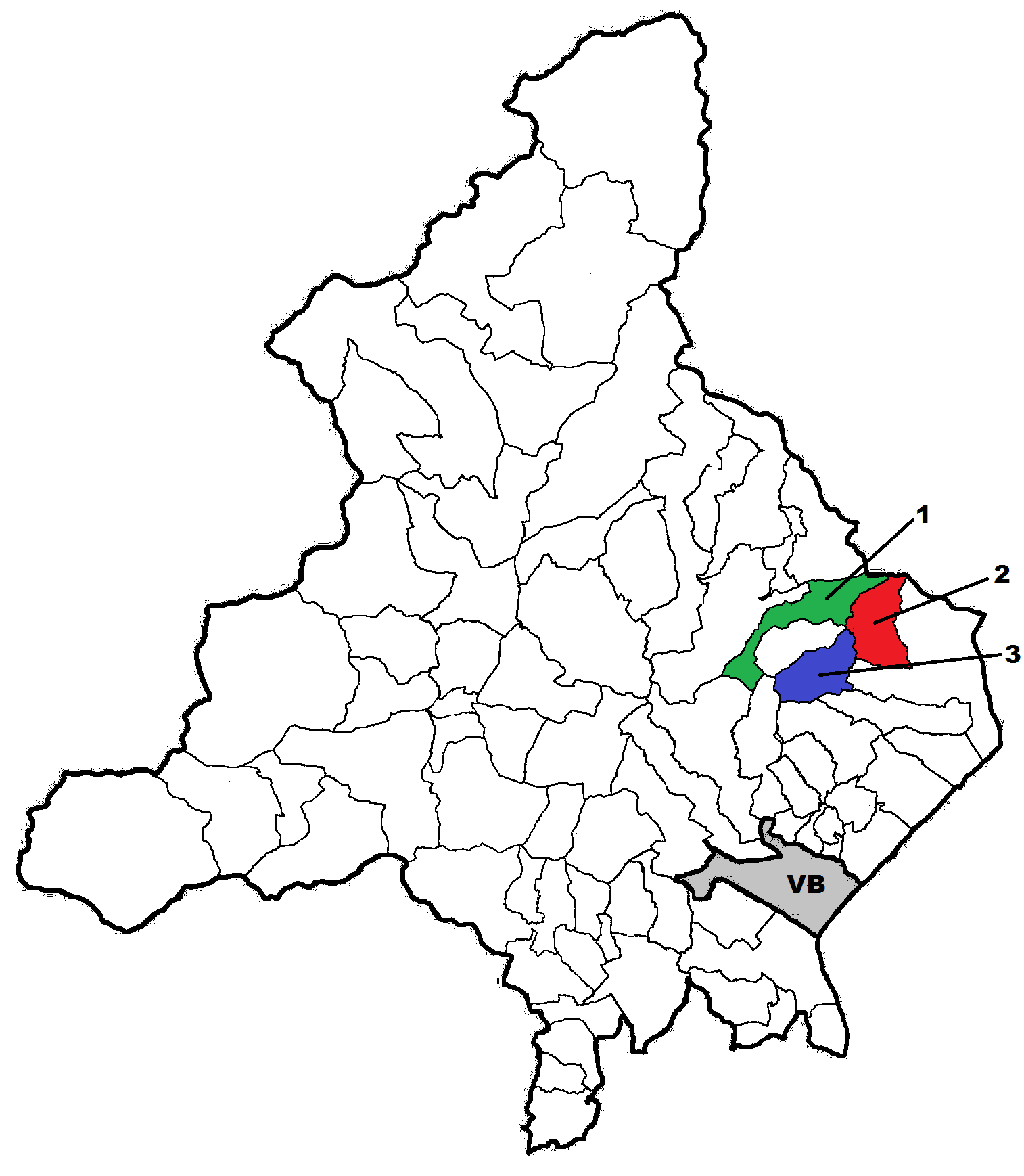
I territori comunali previgenti: (1) Cursolo-Orasso, (2) Cavaglio-Spoccia, (3) Falmenta.

Di seguito i paesi in ordine venendo da Cannobio.

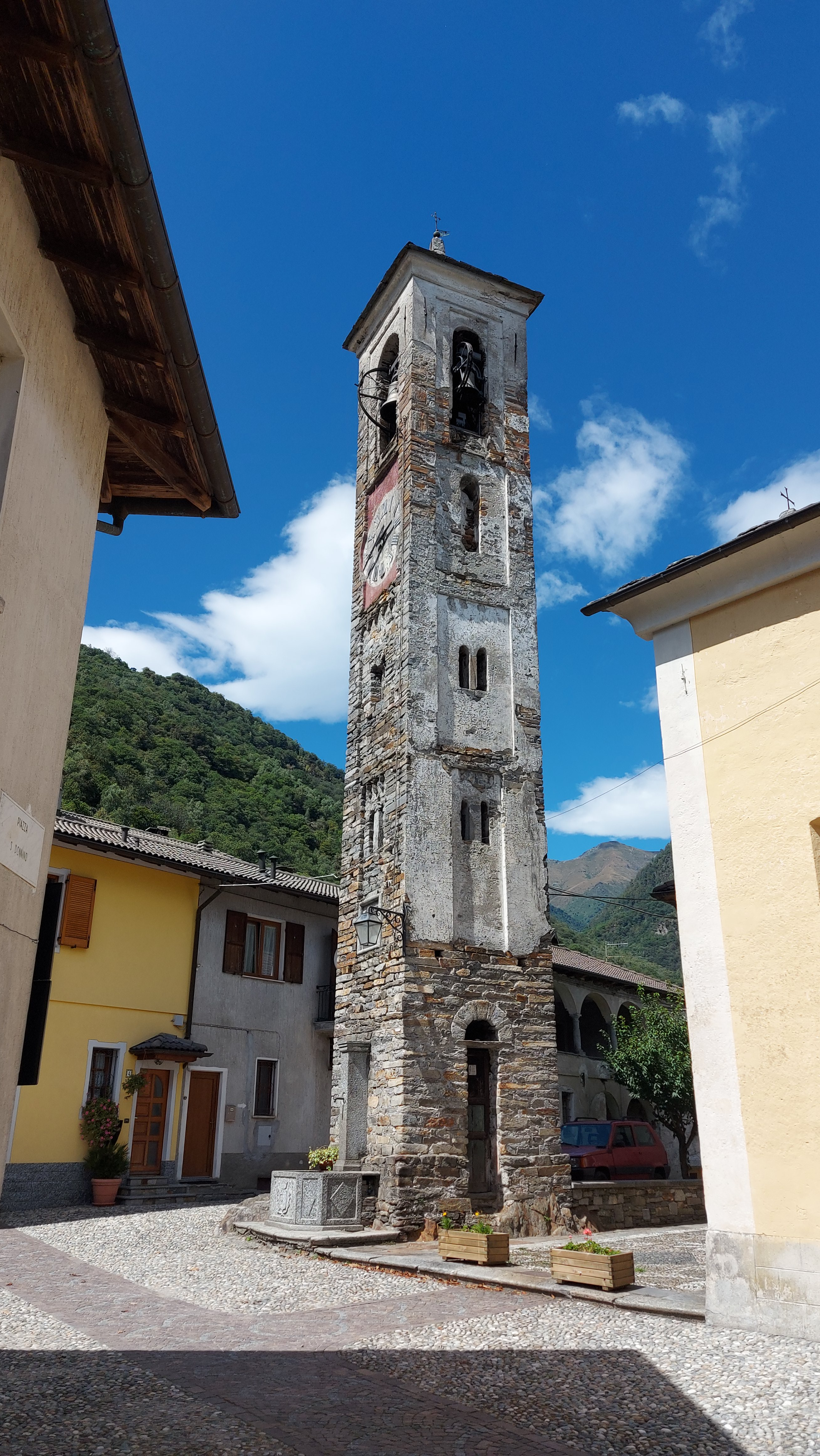
Il campanile romanico della chiesa di San Donnino a Cavaglio

### Cavaglio
- Abitanti: 125 circa
- Altitudine: 501 m s.l.m.

È il primo paese che si incontra arrivando da Cannobio, per raggiungerlo bisogna attraversare un ponte di 100 metri d'altezza sul torrente Cannobino. La chiesa parrocchiale di Cavaglio è dedicata a San Donnino, il suo completamento risale al XVIII secolo. Al suo interno alcuni dipinti di pregio e altari marmorei. Il campanile che sorge al centro del sagrato ha fattezze romaniche. Poco distante dall'abitato si trova l'oratorio "del ri" dove è presente una pietra con impressa l'impronta del piede di Gesù Cristo.

### Gurrone
- Abitanti: 10 circa
- Altitudine: 700 m s.l.m

Il paese è uno splendido balcone dal quale si può ammirare un panorama che si estende fino al Lago Maggiore. Il nucleo abitato è addossato al fianco della montagna mentre la chiesa si affaccia sulla valle. Essa è dedicata a Maria Assunta, all'interno affreschi del XVI secolo e una via crucis lignea.

### Lunecco
- Abitanti: 10 circa
- Altitudine: 410 m s.l.m

Piccolo gruppo di case situato al centro della valle. È sede dell'ecomuseo del Lago e dei Monti. Ora è la sede comunale.

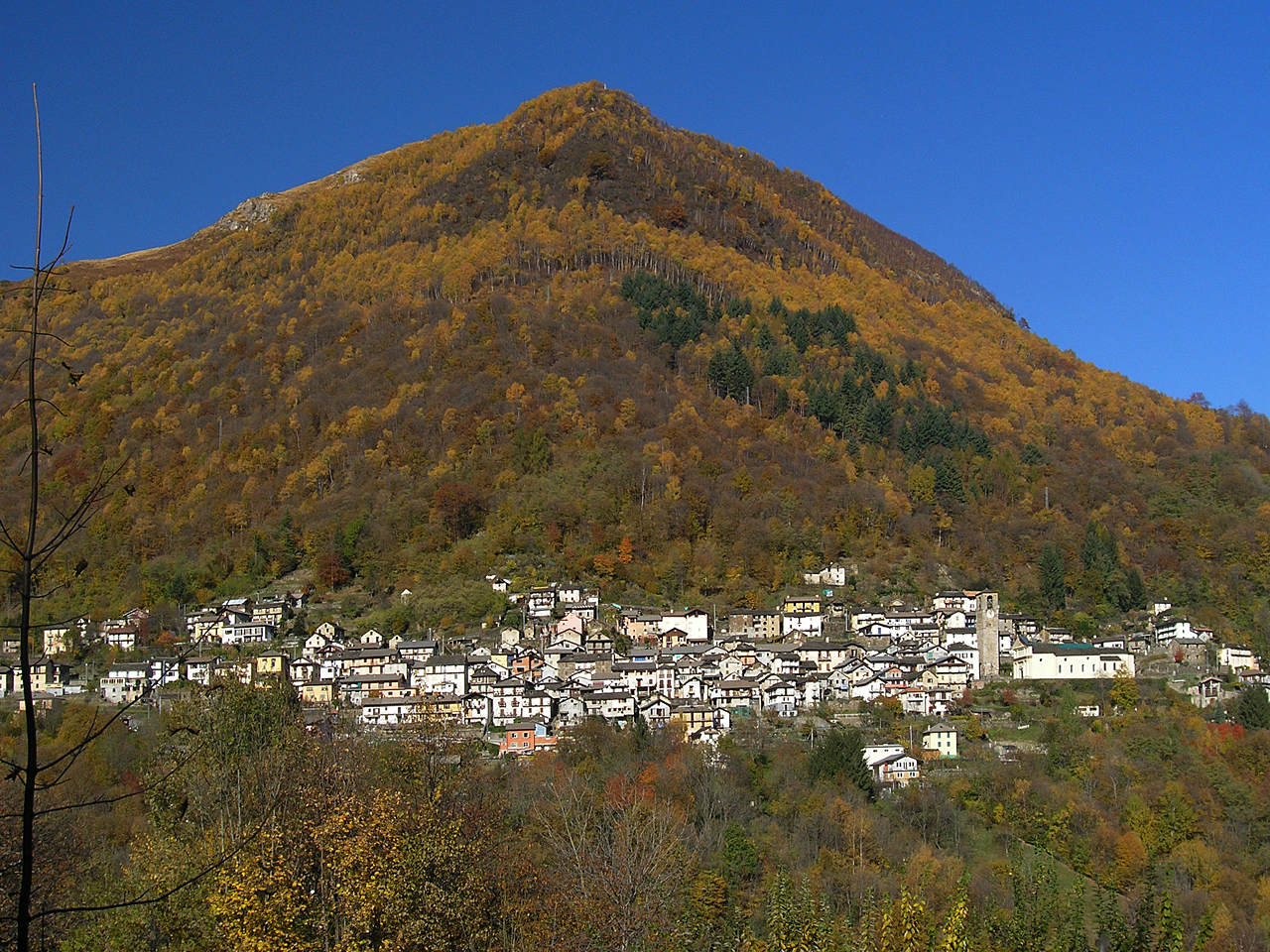
Il borgo di Falmenta

### Falmenta
- Abitanti: 150 circa
- Altitudine: 670 m s.l.m

Falmenta è il paese più popoloso del comune. La parrocchia di Falmenta è intitolata a San Lorenzo Martire, la chiesa parrocchiale risale al 1565 successivamente rimaneggiata, all'interno un pregevole altare ligneo riccamente decorato acquistato dagli abitanti nel XVII secolo. Poco distante dalla chiesa parrocchiale si trova un edificio che ospita un antico torchio utilizzato in passato per ricavare l'olio dalle noci. Il paese è dominato dall'monte Zeda.

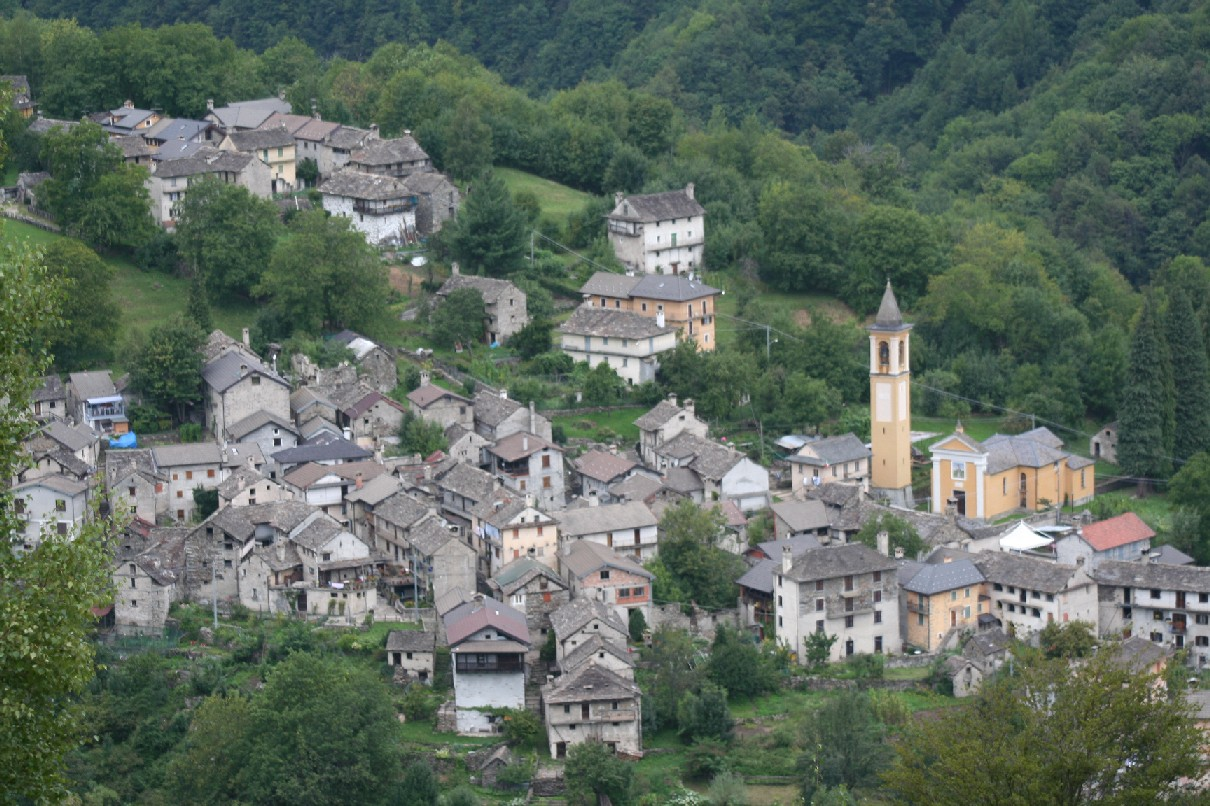
Il borgo di Crealla

### Crealla
- Abitanti: 20 circa
- Altitudine: 627 m s.l.m

Originariamente un alpeggio di Traffiume, Crealla è famosa per i suoi castagni e la lavorazione dei suoi frutti con tecniche tradizionali. Il paese era raggiungibile solo a piedi per boschi fino al 2001; la via principale era la mulattiera di circa 1700 gradini che si inerpica da Ponte Falmenta fino ai piedi del paese, ora invece una strada asfaltata permette di giungere al paese passando per Falmenta. A causa del suo isolamento è il borgo che ha mantenuto maggiormente le tradizioni locali.

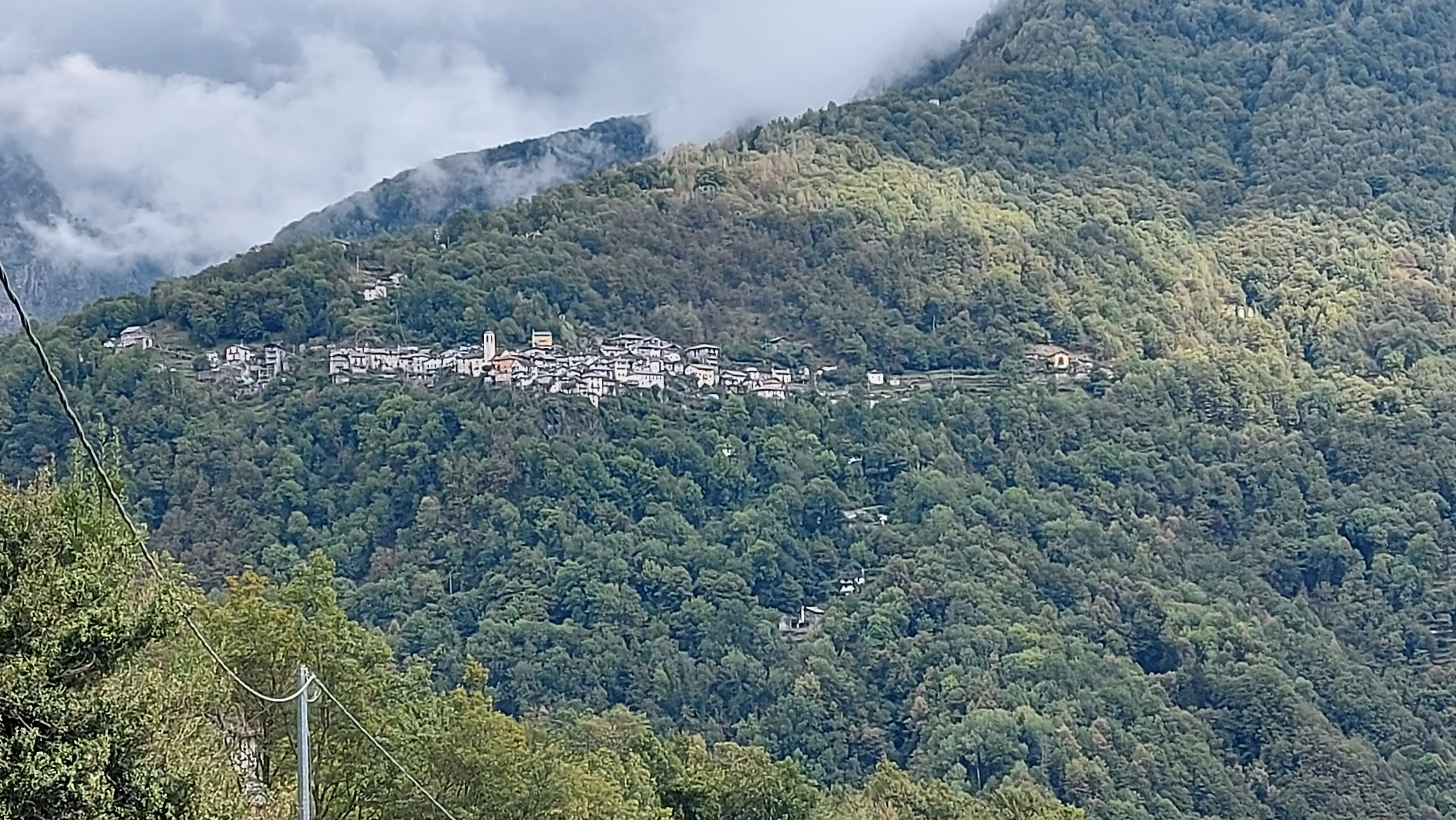
Il borgo di Spoccia

### Spoccia
- Abitanti: 45 circa
- Altitudine: 800 m s.l.m

Il centro abitato di Spoccia si trova su uno sperone roccioso lungo le pendici del monte Zuccaro, la piccola chiesa dedicata a Maria Maddalena, risalente al XVI secolo, è edificata, come la gran parte degli edifici della località, direttamente sulla roccia. Il cimitero e l'oratorio della Madonna di Re sono posti su terrazzo panoramico sulla valle. Sopra al paese si trova una caserma della Guardia di Finanza, ormai dismessa, usata per contrastare il contrabbando verso la Svizzera.

### Orasso
- Abitanti: 56 circa
- Altitudine: 703 m s.l.m

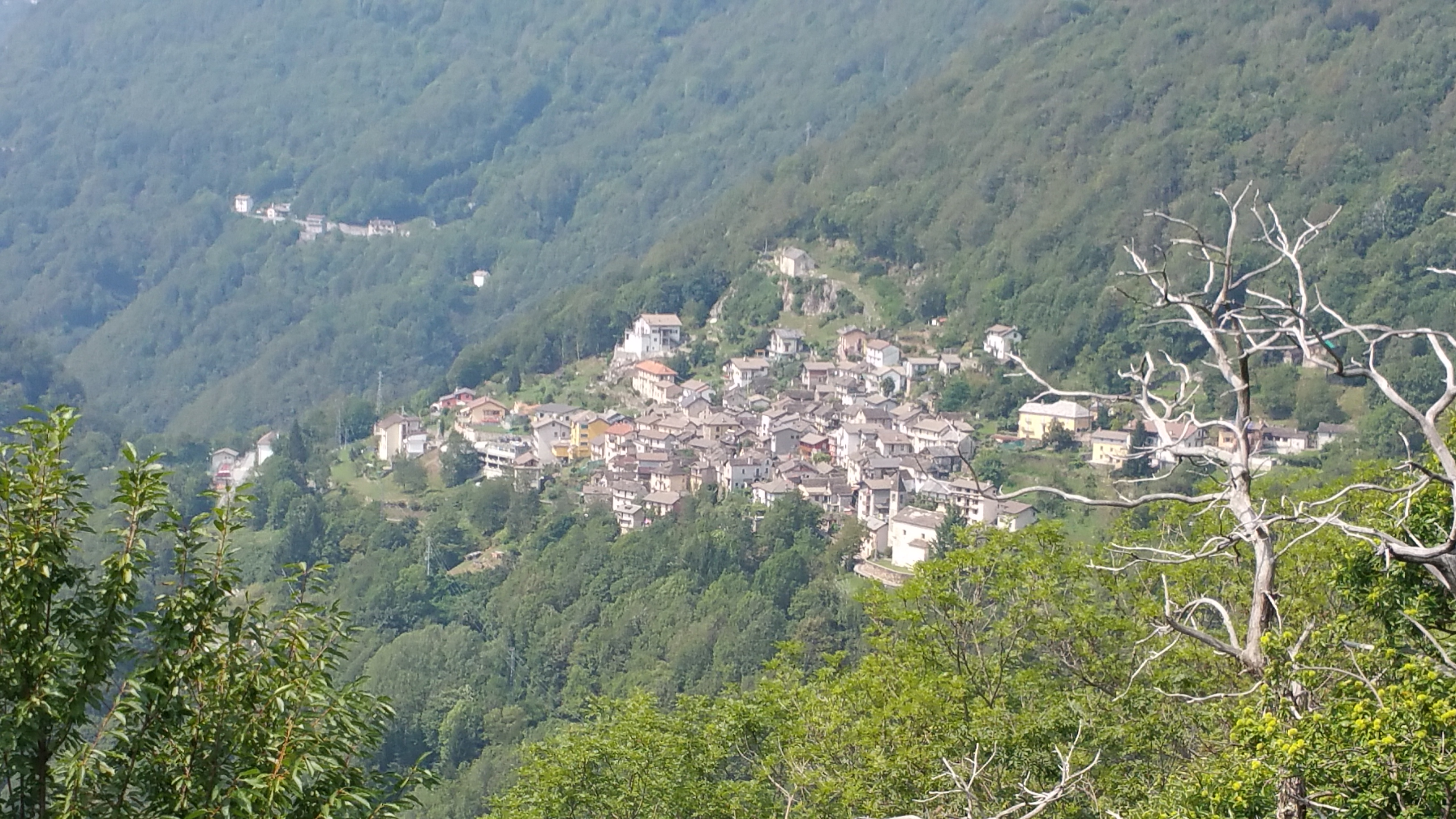
Il borgo di Orasso

È il centro abitato più antico della valle. Nel centro si trova la chiesa parrocchiale di San Materno, risalente alla fine del XVI secolo, all'interno un altare ligneo barocco al quale nel tempo sono state sottratte numerose delle statue che lo decoravano. La torre campanaria, pregevole esempio di stile romanico, si eleva sul sagrato antistante la chiesa. Ad Orasso inoltre sono presenti significativi esempi dell'uso combinato di legno e pietra nell'architettura spontanea. Fuori dall'abitato si trova l'oratorio della Madonna del Sasso che conserva affreschi considerati fra i più antichi della valle.

### Cursolo
- Abitanti: 40 circa
- Altitudine: 886 m s.l.m

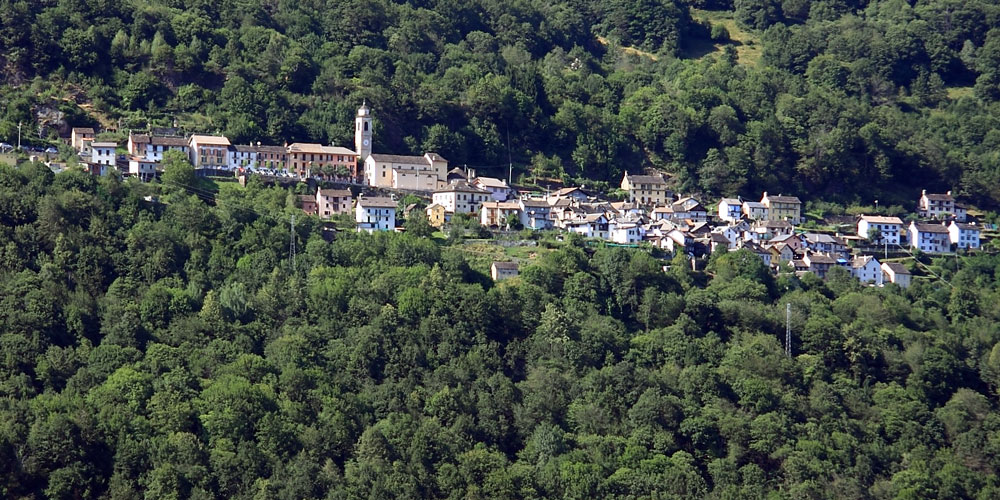
Il borgo di Cursolo

Il piccolo centro abitato di Cursolo è caratterizzato da una fila di edifici rivolti verso sud, vi si trova un edificio signorile del XVII secolo, detto "Palazzetto". La chiesa parrocchiale è dedicata a Sant'Antonio Abate edificata sul finire dell'ottocento.

### Località
Airetta, Descelo, Nivetta, Ponte Falmenta, Ponte Spoccia, Provola.

## Amministrazione
| Periodo         | Periodo        | Primo cittadino    | Partito                       | Carica      | Note   |
| --------------- | -------------- | ------------------ | ----------------------------- | ----------- | ------ |
| 01 gennaio 2019 | 27 maggio 2019 | Gabriella Bruzzone | -                             | Comm. Pref. |        |
| 27 maggio 2019  | 10 giugno 2024 | Luigi Milani       | lista civica - Il mio paese   | Sindaco     |        |
| 10 giugno 2024  | in carica      | Luigi Spadone      | lista civica - Visione Comune | Sindaco     | [ 28 ] |